# Tonota

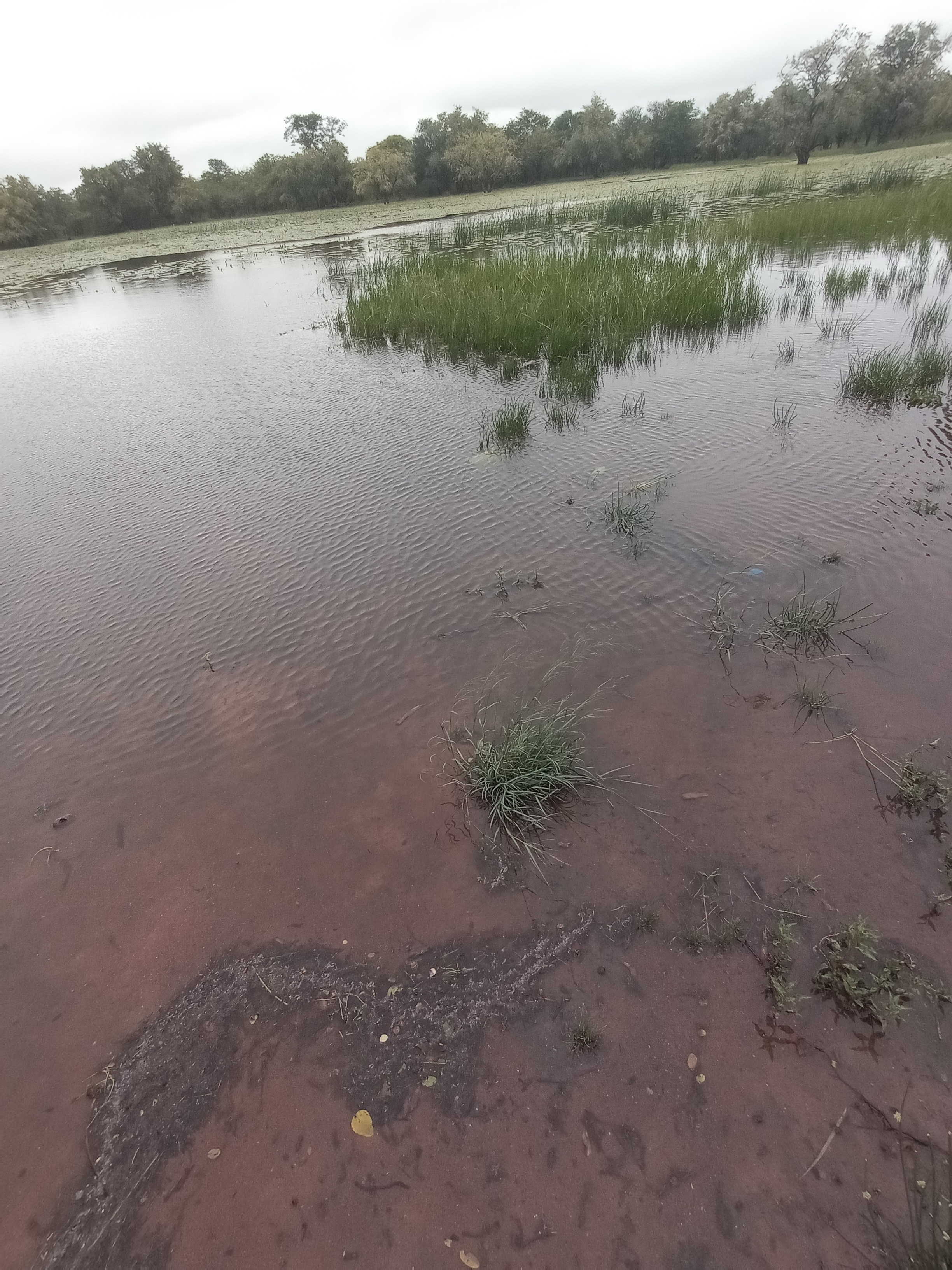
Wasserlandschaft in der Umgebung

Tonota ist eine Stadt in Botswana. Sie liegt im Central District und südlich von Francistown am Fluss Shashe. Sie ist über die Fernstraße A1 mit Gaborone und Francistown verbunden.

## Bevölkerungsstatistik
| Jahr | Bevölkerung | Typ          |
| ---- | ----------- | ------------ |
| 1981 | 6.566       | Volkszählung |
| 1991 | 11.129      | Volkszählung |
| 2001 | 15.617      | Volkszählung |
| 2011 | 21.031      | Volkszählung |